# Municipio de San Juan Ihualtepec
El municipio de San Juan Ihualtepec (del náhuatl: ihualli, tepetl, c ‘mensajero, cerro, en’‘En el cerro de los mensajeros’) es uno de los 570 municipios que conforman al estado mexicano de Oaxaca. Pertenece al distrito de Silacayoapam, dentro de la región mixteca. Su cabecera es la localidad de San Juan Ihualtepec.

## Geografía
Situado en el noroeste del territorio oaxaqueño, San Juan Ihualtepec forma parte de la región Mixteca y del distrito de Silacayoapam. Tiene una extensión territorial de 52.379 kilómetros cuadrados y sus coordenadas geográficas extremas son 17°42′ - 17°51′ de latitud norte y 98°15′ - 98°20′ de longitud oeste; su altitud va de 2200 a 1400 metros sobre el nivel del mar.
Colinda al norte con el municipio de San Juan Cieneguilla, al este con el municipio de Santiago Tamazola, al sur con el municipio de San Miguel Ahuehuetitlán y al oeste con el municipio de Zapotitlán Lagunas.

## Demografía
La población total del municipio de acuerdo con el Censo de Población y Vivienda realizado en 2010 por el Instituto Nacional de Estadística y Geografía, es de 713 habitantes, de los que 328 son hombres y 385 son mujeres.
La densidad de población asciende a un total de 13.61 personas por kilómetro cuadrado.

### Localidades
El municipio se encuentra formado por tres localidades. Su población de acuerdo al censo de 2010 son:
| Localidad           | Población |
| Total Municipio     | 713       |
| San Juan Ihualtepec | 408       |
| San José Chepetlán  | 293       |
| El Partideño        | 12        |

## Política
El gobierno del municipio de San Juan Ihualtepec es electo mediante el principio de partidos políticos, con en la gran mayoría de los municipios de México. El gobierno le corresponde al ayuntamiento, conformado por el presidente municipal, un síndico y el cabildo integrado por tres regidores, tres electos por mayoría relativa y dos por el principio de representación proporcional, todos con sus respectivos suplentes. Son electos mediante voto universal, directo y secreto para un periodo de tres años que pueden ser renovables para un periodo adicional inmediato.

### Representación legislativa
Para la elección de diputados locales al Congreso de Oaxaca y de diputados federales a la Cámara de Diputados federal, el municipio de San Juan Ihualtepec se encuentra integrado en los siguientes distritos electorales:
Local:
- Distrito electoral local de 6 de Oaxaca con cabecera en Heroica Ciudad de Huajuapan de León.[4]

Federal:
- Distrito electoral federal 6 de Oaxaca con cabecera en Heroica Ciudad de Tlaxiaco.[5]